# Janiwskyj-Friedhof

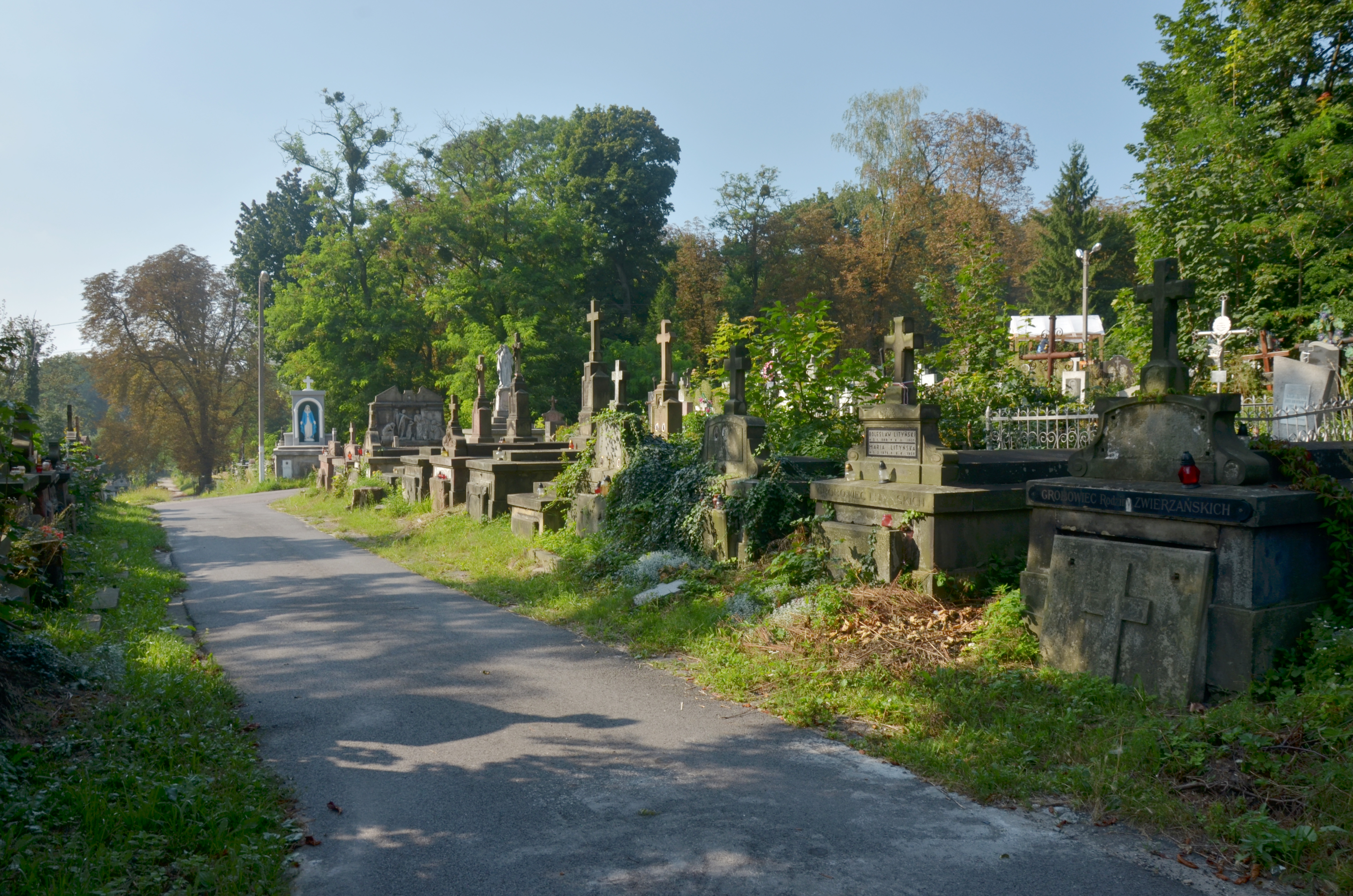
Weg auf dem Friedhof

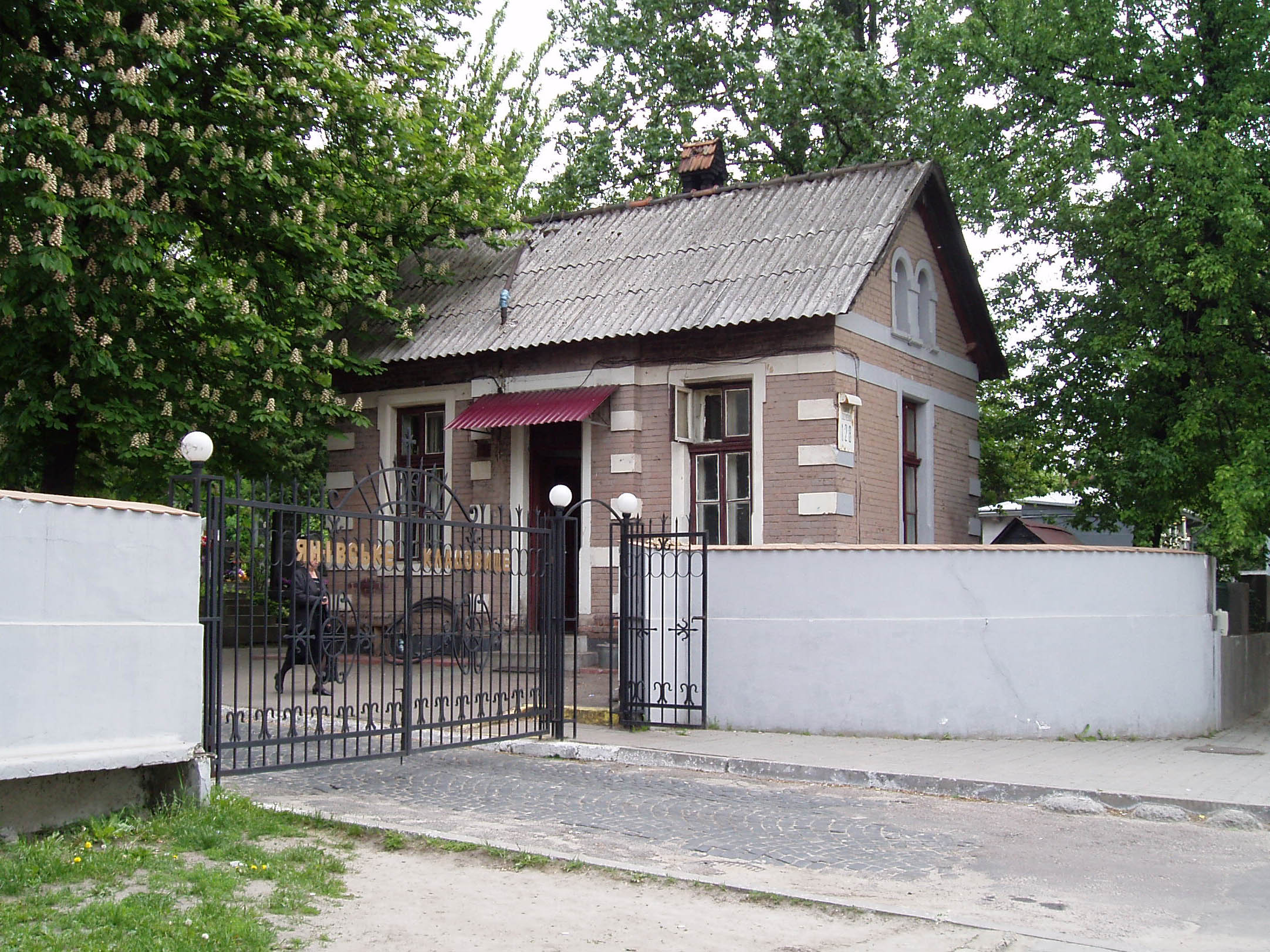
Friedhofseingang 2012

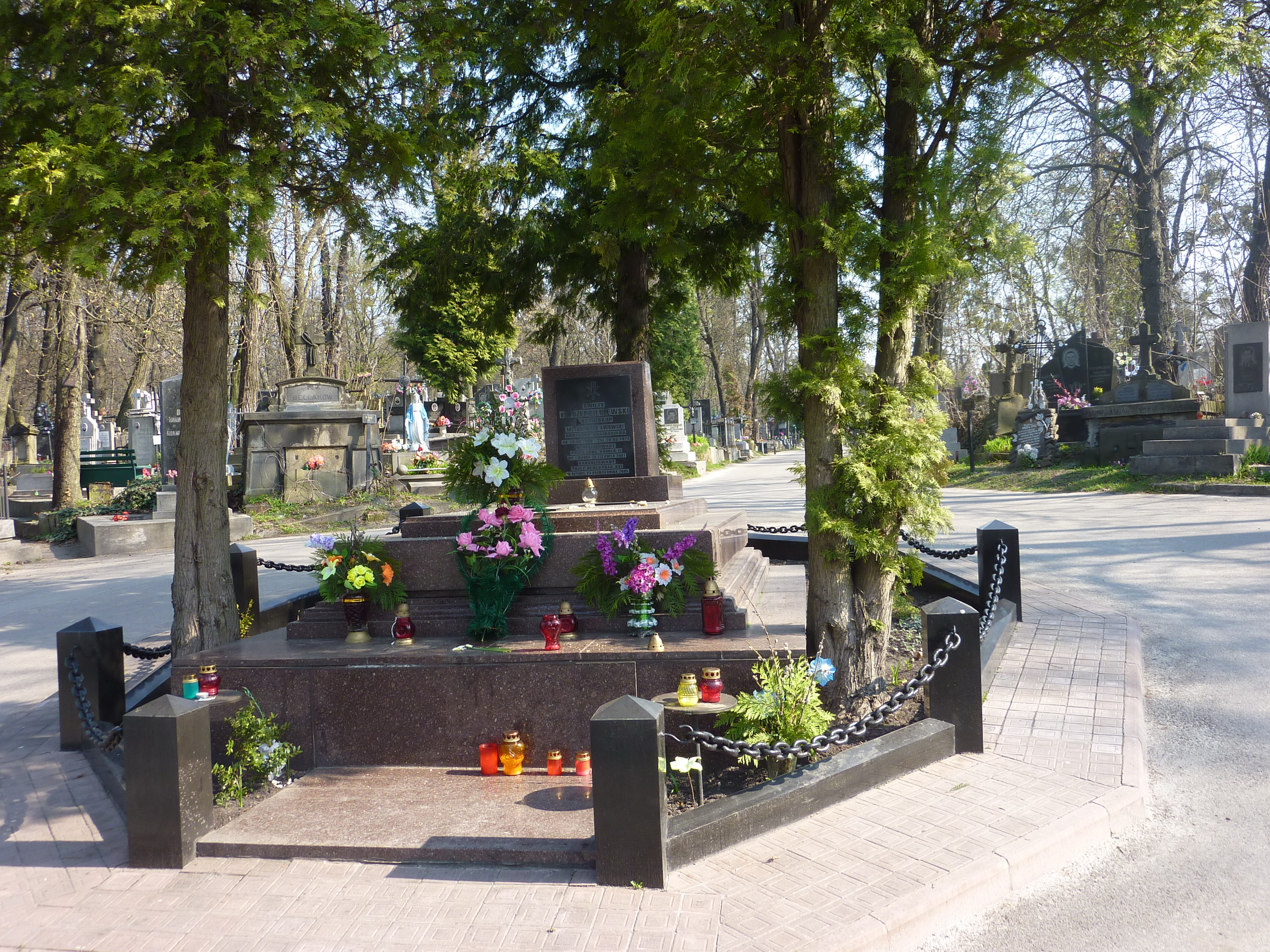
Grab von Erzbischof Józef Bilczewski

Der Janiwskyj-Friedhof (ukrainisch Янівський цвинтар Janiwskyj zwyntar, polnisch Cmentarz Janowski) ist ein Friedhof in der westukrainischen Stadt Lwiw.
Auf dem 1883 im Nordwesten von Lwiw gegründeten Janiwskyj-Friedhof wurden auf einer Fläche von 38 Hektar mehr als 200.000  Personen bestattet.
Er ist die letzte Ruhestätte einer Vielzahl prominenter ukrainischer und polnischer Persönlichkeiten und Standort zahlreicher Gräber von hohem künstlerischen Wert.
Am Haupteingang des Friedhofs auf der Schewtschenko-Straße befindet sich eine Säulenkapelle aus dem 17. Jahrhundert.
Der jüdische Friedhof der Begräbnisstätte wurde 1855 gegründet. Auf dem Gebiet des Friedhofs fanden im Zweiten Weltkrieg Massenerschießungen statt. So wurden hier am 25. November 1942 28 ukrainische Gefangene des ukrainischen Untergrunds, die einen Gestapo-General getötet hatten, hingerichtet. Zudem liegen auf dem Friedhof die sterblichen Überreste von Opfern des benachbarten Zwangsarbeitslagers Lemberg-Janowska.
Aufgrund Platzmangel ist der Janiwskyj-Friedhof seit den frühen 1980er Jahren für Bestattungen geschlossen. Anfang der 1990er Jahre wurde auf dem Friedhof ein Denkmal für die Soldaten der Ukrainischen Aufständischen Armee errichtet.

## Beigesetzte Persönlichkeiten
Unter den auf dem Janiwskyj-Friedhof bestatteten Persönlichkeiten befinden sich:
- Bohdan-Ihor Antonytsch (1909–1937), ukrainischer Poet und Prosaist[5]
- Olha Bassarab (1889–1924), ukrainische Aktivistin[6]
- Józef Bilczewski (1860–1923), Erzbischof von Lemberg[1]
- Kost Lewyzkyj (1859–1941), ukrainischer Rechtsanwalt und Politiker[7]
- Stefan Grabiński (1887–1936), polnischer Schriftsteller[1]
- Modest Sossenko (1875–1920), ukrainischer Maler und Monumentalkünstler
- Myron Tarnawskyj (1869–1938), ukrainischer General